# Adhynastes
Adhynastes is een geslacht van hooiwagens uit de familie Gonyleptidae.
De wetenschappelijke naam Adhynastes is voor het eerst geldig gepubliceerd door Roewer in 1930. 

## Soorten
Adhynastes is monotypisch en omvat slechts de volgende soort:
- Adhynastes tenuis